# 社長学ABC
『社長学ABC』（しゃちょうがくエービーシー）は、1970年1月15日に東宝系で公開された日本映画。カラー。シネマスコープ。

## 概要
『社長シリーズ』の第32作。本作では、前作『続・社長えんま帖』でちらつかせた「森繁久彌が大社長になり、小林桂樹が社長」になるという設定のうち、「小林が社長」は実現するものの、「森繁が大社長」は現在の大社長の留任で次作へ持ち越しとなる。そして名物の地方ロケは、1963年の『続・社長外遊記』以来の海外ロケとなり、台湾が舞台となる。またスナックの場面では、現在も売られている即席焼きそば「ホンコンやきそば」（ヱスビー食品）が登場する（次作でも）。
本作では藤岡琢也が営業課長（後に総務部長）になり、小沢昭一は再びバイヤー役に戻る。また助演者の中には、前のプログラム『ブラボー!若大将』（監督：岩内克己）で若大将（加山雄三）の親友役で登場し、翌1971年の『若大将対青大将』（監督は同じ）で2代目若大将となる大矢茂が、新入社員の役で出演する。

## スタッフ
- 製作：藤本真澄／五明忠人
- 脚本：笠原良三
- 監督：松林宗恵
- 撮影：長谷川清
- 照明：石井長四郎
- 美術：中古智
- 編集：矢野口文雄
- 音楽：宅孝二
- 編集：岩下広一
- スチール：吉崎松雄

## 出演者
- 網野参太郎（「大日食品」社長→会長）：森繁久彌
- 網野厚子（参太郎の妻）：久慈あさみ
- 石橋鉄吉（「大日食品」総務部長→専務）：加東大介
- 丹波久（「大日食品」専務→社長）：小林桂樹
- 丹波登代子（久の妻）：司葉子
- 丹波未知子（久の妹。井関秘書の恋人）：内藤洋子
- 丹波隆子（久の娘）：伊藤ひでみ
- 丹波あぐり（久の母）：英百合子
- 猿渡平一（「大日食品」営業課長→総務部長）：藤岡琢也
- 井関英男（「大日食品」社長秘書）：関口宏
- 三浦（「大日食品」新入社員）：東山敬司
- 花井（同上）：大矢茂
- 郷司敬之助（「大日物産」社長）：東野英治郎
- 汪滄海（台湾バイヤー）：小沢昭一
- 汪夫人：陳恵珠
- 梨花（汪滄海の姪）：恬妮（ティエン・ニー）
- 時岡マヤ：草笛光子
- 細川庄子（小料理店の女将）：池内淳子
- 木内真沙江：団令子
- 順子：中真千子
- はるみ：進千賀子
- 山田：山田はるみ

## 同時上映
『クレージーの殴り込み清水港』
- 脚本：田波靖男／監督：坪島孝／主演：植木等
- クレージー映画とのカップリングは、1966年の『社長行状記』と『クレージーの無責任清水港』に次ぐ。
- 内藤洋子は、この作品でもサブヒロインとして出演。